# Guddu – Eine Liebe mit Hindernissen
Guddu – Eine Liebe mit Hindernissen (Originaltitel: Guddu) ist ein indischer Film aus dem Jahr 1995, in dem Prem Lalwani Regie führte.

## Handlung
Der Anwalt Vikram glaubt nicht an Gott und ärgert sich über das spirituelle Getue seiner Frau Kavita. Sie passt seit der Geburt ihres Sohnes Guddu ganz besonders auf ihn auf, weil ein Priester erklärte, er werde vorzeitig sterben. Vorläufig sieht aber nichts danach aus und Guddu ist als Teenager ein Energiebolzen und der Star seiner Fußballmannschaft am College und dementsprechend auch ein Frauenschwarm.
Als er sich in die attraktive Salina verliebt, blüht er noch mehr auf. Doch das Glück ist von kurzer Dauer: Bei einer Autofahrt hat Guddu so starke Schmerzen im Kopf, dass er verunglückt. Salina, die neben ihm sitzt, verliert ihr Augenlicht, und Guddu erfährt bald, warum sein Kopf so schmerzte: Er hat einen Hirntumor und wird bald sterben. Der von Schuldgefühlen geplagte Guddu will testamentarisch festlegen, dass Salina nach seinem Tod seine Augen bekommt – doch sein Vater will dies nicht.
Guddu zieht, mit Hilfe seines Onkels, vor Gericht und kämpft dort, gegen seinen Vater, um sein Recht. Kavita steht zwischen den beiden. Dann erleidet Vikram einen Herzinfarkt und auch Guddu muss ins Krankenhaus. Kavita betet und fastet tagelang für die beiden und sie erholen sich. Doch Kavita stirbt, Salina bekommt ihre Augen. 
Am Ende sieht man die Familie, mit Zwillingen, die Salina nach den beiden Religionen, Krishna und Mohammed, tauft.